# Little endian
Little endian је начин записа податка у меморији тако да је на нижој адреси нижи бајт меморијске речи.
Пример: Нека је податак: 0xABCD. Онда се он записује у меморији као:
|     | 100 | 101 |     |
| ... | CD  | AB  | ... |

при чему је адреса 100 почетна адреса податка у меморији.